# Jabari Smith
Pour les articles homonymes, voir Smith.
Jabari Montsho Smith, né le 12 février 1977, à Atlanta, en Géorgie, est un joueur américain de basket-ball. Il évolue durant sa carrière au poste de pivot.

## Biographie
Son fils, Jabari Smith Jr., est aussi joueur professionnel de basket-ball.